# Cephalobyrrhinus curticornis
Cephalobyrrhinus curticornis is een keversoort uit de familie dwergpilkevers (Limnichidae). De wetenschappelijke naam van de soort werd in 1923 gepubliceerd door Maurice Pic.